# Talabarteros de Compostela
Los Talabarteros de Compostela fue un equipo de béisbol que compitió en la Liga de Béisbol del Noroeste de México con sede en Compostela, Nayarit, México.

## Historia
Los Talabarteros de Compostela es un equipo sucursal del equipo de la Liga Mexicana de Béisbol Piratas de Campeche. Tiene su sede en la ciudad de Compostela en el estado de Nayarit. 
Su parque es el Estadio "Gilberto Flores Muñoz".

## Jugadores

### Roster actual
Por definir.